# Vieri Quilici
Vieri Quilici (Ferrara, 29 gennaio 1935) è un architetto italiano.

## Biografia
Figlio del giornalista Nello Quilici e della pittrice Emma Buzzacchi, fratello del regista, fotografo e scrittore Folco, è padre di Mattia Quilici, manager, e Simone Quilici, architetto e paesaggista (per due volte nominato Direttore del Parco Archeologico dell'Appia antica).
Si è laureato in Architettura a Roma nel 1961 e nel corso degli anni sessanta è stato assistente di due maestri dell'architettura italiana del Novecento: Adalberto Libera e Ludovico Quaroni. Su di loro e più in generale sull'architettura e l'urbanistica in Italia nel XX secolo, ha scritto numerosi testi.
Ha insegnato nelle Università di Palermo e Ginevra e dalla metà degli anni settanta è professore a Roma. La sua attività didattica è incentrata sui temi della casa e della progettazione urbana. I suoi studi sul Costruttivismo e sull'architettura sovietica sono stati pubblicati in diverse lingue e si inseriscono nel rinnovato interesse per le avanguardie storiche che si è sviluppato durante gli anni sessanta.
Le sue ricerche nel campo del recupero urbano hanno trovato diretta applicazione nel corso degli anni settanta e ottanta con l'esperienza della riqualificazione dell'insediamento di Tor di Nona nel centro storico di Roma, dove si è cercato di salvaguardare il tessuto edilizio insieme a quello sociale.
La sua attività professionale nel campo dell'edilizia economica e popolare è stata oggetto di un'ampia mostra retrospettiva a Ferrara, Vieri Quilici a Ferrara, 1965-72.
Negli anni novanta, come progettista del Parco artistico, naturale e culturale della Val d'Orcia, ha coordinato un gruppo di intellettuali ed esperti tra cui Alberto Asor Rosa, Paolo Leon, Paolo Urbani e Giorgio Pizziolo.

## Pubblicazioni
- Architettura sovietica contemporanea, Cappelli, 1965
- L'architettura del costruttivismo, Laterza, 1ª ediz. 1969, 2ª ediz. 1978, ISBN A000113503[6]
- Città russa e città sovietica - Caratteri della struttura storica. Ideologia e pratica della trasformazione socialista, Mazzotta, 1976, ISBN A000220406
- La Progettazione della residenza, 1915-1945, Clusf, 1978[7]
- Ciudad rusa y ciudad soviética - Caracteres de la estructura histórica, 1978, ISBN 842520738X, ISBN 9788425207389
- Costruttori di architetture - Bologna 1960-1980, Officina, 1985,
- A cura di Vieri Quilici, Ivan Leonidov di P. A. Aleksandrov, S. O. Chan-Magomedov, Franco Angeli Editore, 2ª ediz. 1978, ISBN A000171054
- Con Alessandro Cappabianca, Cristiana Coraggio, Tor di Nona - Storia di un recupero, Laterza, 1991, ISBN 8842038385, ISBN 9788842038382
- E42 Eur - Un centro per la metropoli, Photoatlante, 1996, ISBN 8886967004 - ISBN 9788886967006
- Adalberto Libera - L'architettura come ideale, 1981, ISBN A000054165,
- La Mano aperta - Giornata di studio sull'insegnamento di Alberto Samonà, Edizioni Librerie Dedalo, 1981, ISBN A000132706
- Curatore della mostra Rodčenko e Stepanova - Alle origini del Costruttivismo, Palazzo dei Priori e palazzo Cesaroni, Perugia 14 aprile - 12 maggio 1984, Electa, 1984, ISBN 8843510274, ISBN 9788843510276
- Il costruttivismo, Laterza, 1991[8]
- EUR - Una moderna città di fondazione, De Luca, 1995, ISBN 8865572450, ISBN 9788865572450
- Mimì Quilici Buzzacchi. Tra segno e colore, Palombi Editori, 2016, ISBN 886060737X, ISBN 9788860607379